# 米科哈佐
米科哈佐，是匈牙利包尔绍德-奥包乌伊-曾普伦州所辖的一个村。总面积16.92平方公里，总人口574，人口密度33.9人/平方公里（2011年1月1日）。